# Juan Manuel Locatelli
Juan Manuel Locatelli (Tres Arroyos, 28 ottobre 1975) è un ex cestista argentino.

## Carriera
Con l'Argentina ha disputato i Campionati sudamericani del 2008.